# Ишечкина, Валерия Дмитриевна
Валерия Дмитриевна Ишечкина (род. 1 августа 2006 года, Болхов, Орловская область) — российская спортсменка, тайский боксёр. Чемпионка России 2025 года в весовой категории до 51 кг.

## Биография
Валерия родилась 1 августа 2006 года в городе Болхов Орловской области. Начала заниматься муайтай в 11 лет, первым и нынешним тренером является Камилов Магомед Абдулаевич.

## Спортивная карьера
В 2023 году впервые взяла серебряную медаль на национальном чемпионате среди юношей до 17 в Тюмени в весовой категории до 51 кг. В качестве второго номера сборной приняла участие на первенстве Европы в Анкаре (Турция) , где добыла золотую медаль. В 2024 году выиграла первенство России до 17 лет в Нижнем Новгороде. В феврале 2025 года стала чемпионкой России среди взрослых.

## Спортивные достижения
- Первенство России до 17 лет 2023 — ;
- Первенство мира до 17 лет 2023 — ;
- Первенство России до 17 лет 2024 — ;
- Кубок России 2024 — ;
- Чемпионат России 2025 — ;

## Личная информация
Ишечкина является студенткой Московского государственного университета спорта и туризма (МГУСиТ).